# یوک سونگ-جه
یوک سونگ جه (کره‌ای: 육성재؛ زادهٔ ۲ مه ۱۹۹۵)، همچنین با نام سونگجه (انگلیسی: Sungjae) نیز شناخته می‌شود، خواننده، ترانه‌سرا، بازیگر، مجری و انترتینر اهل کره جنوبی است. او یکی از اعضای گروه پسرانهٔ بی‌توبی و زیرگروه آن، بی‌توبی بلو است. در کنار فعالیت‌های گروهی، یوک به عنوان بازیگر در مجموعه‌های تلویزیونی همچون تو کیستی: مدرسه ۲۰۱۵ (۲۰۱۵)، گابلین (۲۰۱۶)، بار مرموز سانگاب (۲۰۲۰) و قاشق طلایی (۲۰۲۲) ایفای نقش کرده‌است.